# 徐成
徐成（？—392年），五胡十六国時代前秦将领。其兄为前秦建武将軍、冀州刺史徐盛，他的侄子是前秦鎮軍将軍、雍州刺史徐嵩。他为前秦的興隆做出了贡献，最终被后秦姚兴所杀。
徐成性格诚实直爽，做事合理。据说他身高不足六尺，相貌极其丑陋。徐成在前秦担任将军。370年十月，苻堅派徐成参与征伐前燕。
討伐軍主帅王猛从潞川進軍，派遣徐成偵察敵軍。徐成没有按时回来，王猛决定按军律将他斬杀。建武将軍鄧羌为他求情：“贼軍人多，我军人少，徐成为大将，请饶恕他。” 王猛拒绝说：“如果徐成不受处分，军法就不会生效。” 鄧羌还是不同意，道：“徐成跟我是同郡出身，延误军期确实就该被处死。不过，我愿能让他以战功来弥补。”王猛不許，鄧羌一气之下回营，想要率兵攻打王猛。王猛问他理由，他说：“我奉诏千里迢迢赶来击賊，现在賊人虽然在附近，但自己人却互相残杀。因此，我想先消除内部之害。”王猛被鄧羌的侠义所感动，珍视他的智勇，便说：“将军不要这样了，我这次原谅徐成。”鄧羌向王猛謝罪，王猛拉着他的手说：“我只是在试探将军，既然将军对同郡将领的态度都是如此，那对国家的忠诚就不用说了。不用担心贼寇了。” 结果，徐成被无罪释放。
王猛在渭原与前燕主帅慕容評率领的四十万大军对峙时，徐成与鄧羌、張蚝等人率军向慕容評大营冲去，冲破了敌营，杀敌无数。慕容評全军覆没，俘虏及阵亡超过五万余人。前秦军乘胜追击，俘虏歼敌十万余人。
后来徐成被任命为射声校尉。371年二月，被任命为并州刺史。三月，仇池内乱爆发，徐成奉苻坚之命，与梁州刺史楊安、秦州牧苻雅、羽林左監朱肜、揚武将軍姚萇等，率领步騎七万攻打仇池。四月，前秦军进至鷲峡（今甘肃省陇南市西和县）时，楊纂率兵五万阻击。东晋梁州刺史楊亮又派都督郭宝、卜靖率领骑兵千余人，前往救援前池。两军在峡谷交锋，楊纂惨败，阵亡三四成。再者，前秦军在山谷中大败东晋军，郭宝、卜靖战死。于是，楊纂收拾残兵败退。前秦军攻至仇池时，楊統以武都降秦，楊纂也自缚投降。
徐成後任鷹揚将軍。373年九月，徐成率领精兵三万，与前禁将軍毛当从剑门进军梁州、益州刺史王統、秘書監朱肜率兵两万，攻打汉川。东晋梁州刺史楊亮率巴獠军万余人至青谷迎击，徐成等人还击，迫使他们退守西城。朱肜攻克汉中，徐成攻克剑阁。十一月，杨安、王統、朱肜等在梓潼、绵竹与东晋军交战时，徐成等继续挺进，攻克成都。东晋益州刺史周仲孙听说后，撤退到南中。毛当、陽安继续进军，尽平益州、梁州。
徐成後任右将军。384年六月，姚萇占据北地，反叛前秦，建立后秦政权，苻坚率领步骑两万亲自征讨，进军趙氏塢。護軍将軍楊璧率游騎三千断绝后路，徐成与左軍将軍竇衝、镇军将军毛盛等多次击破后秦军。由于后秦军营内无水井，前秦军封锁安公谷，在同官水上筑坝，切断了敌军的供水。姚萇的军队缺水，突然天降大雨，姚萇得以向东撤退。
同月，姚萇亲率七万大军进攻前秦。徐成奉苻坚之命，率護軍将軍楊璧、鎮軍将軍毛盛、前军将军齐午等数十名将军出击，结果战败被俘。姚萇对他们礼遇，将其释放。
徐成后来担任秦州刺史，驻守杏城。387年十二月，后秦左将军姚方成攻入杏城，徐成兵败被俘。
392年三月，后秦皇帝姚萇病重，召见太子姚兴。但当时征南将軍姚方成建议姚兴除掉徐成等前秦降将，姚兴随后将徐成、王统、王广、苻胤、毛盛等人殺害。